# House of Broken Love
House of Broken Love è un singolo del gruppo musicale statunitense Great White, il quinto e ultimo estratto dal loro quarto album ...Twice Shy nel 1990. 

## Composizione
Il cantante del gruppo Jack Russell ha dichiarato in un'intervista con la BBC che il brano tratta della sensazione che si prova quando si rimane soli. Russell aveva da poco attraversato un divorzio ed era con il compagno di band Mark Kendall - che aveva anche lui rotto con la propria compagna - quando arrivò il loro manager Alan Niven e disse, "What is this, the house of broken love?" ("cos'è questa, la casa dei cuori infranti?").

## Tracce
7" Single Capitol CL 562
1. House of Broken Love – 5:58
2. Bitches and Other Women – 4:46

CD Single CDCL 562
1. House of Broken Love – 5:58
2. Bitches and Other Women – 4:46
3. Red House (live) – 8:46

## Classifiche
| Classifica (1990)             | Posizione massima |
| ----------------------------- | ----------------- |
| Regno Unito                   | 44                |
| Stati Uniti                   | 83                |
| Stati Uniti (mainstream rock) | 7                 |